# Rolf Sohlman
Rolf Peter Ragnarsson Sohlman, född 12 mars 1954 i Stockholm, är en svensk skådespelare, regissör, filmproducent och manusförfattare. 

## Biografi
Rolf Sohlman är son till Ragnar Sohlman och regissören Karin Falck samt bror till Anna Sohlman och sonson till Rolf R:son Sohlman.
Han debuterade i tonåren som skådespelare i manliga huvudrollen i Roy Anderssons En kärlekshistoria (1970) och har sedan medverkat i ett antal TV-serier och filmer, däribland den brittiska serien Freewheelers (1972). Han regidebuterade med tv-dramat Pappa är död (1982) på Sveriges Television med en namnkunnig rollista och har därefter regisserat ett flertal tv-serier och till stor del skapat Vänner och fiender samt SVT:s underhållningsserie Tack för kaffet (1991).
Sohlman har tillsammans med Johan Mardell skapat produktionsbolagen Jarowskij, IFTS - Institute Film et Television Scandinave AB och Pampas Produktion AB (producerar reklam, långfilm och TV).

## Filmografi
Roller
- 1970 – En kärlekshistoria
- 1972 – Freewheelers (TV-serie)
- 1972 – De hemligas ö (TV-serie)
- 1975 – Släpp fångarne loss – det är vår!
- 1976 – Mina drömmars stad
- 1977 – Hempas bar
- 1993 – Minns Ni?
- 2002 – Heja Björn (TV-serie)
- 2004 – c/o Segemyhr (TV-serie)
- 2020 – Valla Villekulla (kortfilm)
- 2022 – Fiktiv granskning

Regi
- 1982 – Pappa är död (TV-film)
- 1988 – Varuhuset (TV-serie)
- 1991 – Barnens Detektivbyrå (TV)
- 1991 – Tack för kaffet (TV-serie)
- 1992 – Kusiner i kubik (TV-serie)
- 1992 – Rederiet (TV-serie)
- 1995 – Anmäld försvunnen (TV-serie)
- 1996 – Vänner och fiender (TV-serie)
- 1999 – Lukas 8:18 (TV-serie)

Produktion
- 1974 – En enkel melodi
- 1975 – Släpp fångarne loss – det är vår!
- 1975 – Giliap
- 1990 – Fångarna på fortet (TV-serie)
- 1996 – Vänner och fiender (TV-serie)
- 1999 – Lukas 8:18 (TV-serie)
- 1999 – Nya tider (TV-serie)
- 2006 – Tjocktjuven
- 2018 – Jimmy Jones